# EPs (album Roberta Wyatta)
EPs – pudełkowy album składanka Roberta Wyatta wydany w 1999 r.

## Historia i charakter albumu
Wydawnictwo to gromadzi na 4 dyskach 4 EP-ki Roberta Wyatta, single i strony B singli oraz dysk 5 zawierający remiksy czterech utworów, które pierwotnie zostały wydane na albumie Shleep.
Zarówno album Nothing Can Stop Us gromadzący single Wyatta z pierwszej połowy lat 80. XX jak i to zbiorcze wydawnictwo udostępniły praktycznie niemożliwe do zdobycia na rynku płytowym nagrania artysty.
Album został wydany niezwykle starannie i efektownie. Projekt graficzny został wykonany, jak zwykle, przez żonę artysty Alfie Benge. Dołączona broszurka tekstami napisanymi przez Wyatta komentuje okoliczności powstania poszczególnych nagrań.
Kilka nagrań zostało wydanych w innych, niedostępnych wersjach.

## Lista utworów
- DYSK 1

Bits
1. "I'm Believer"[a] (Neil Diamond) – 4:55
2. "Memories" (Hugh Hopper) – 3:06
3. "Yesterday Man" (Chris Andrews) – 3:39
4. "Sonia"[b] (Mongezi Feza) – 4:01
5. "Calyx"[c] (Phil Miller/Robert Wyatt) – 3:06

- DYSK 2

Pieces
1. "Shipbuilding"[d] (C. Langer/Elvis Costello) – 3:04
2. "Memories of You" (Eubie Blake/Andreamenentania Razafinkeriefo) – 2:58
3. "Round Midnight" (Thelonious Monk/Williams/Hanighen) – 4:10
4. "Pigs... (In There)" (Robert Wyatt) – 2:39
5. "Chairman Mao" (Charlie Haden) – 6:15

- DYSK 3

Work in Progress
1. "Yolanda" (Milanes/Arias) – 4:12
2. "Te Recuerdo Amanda" (Jara-Martinez) – 3:34
3. "Biko" (Peter Gabriel) – 4:38
4. "Amber and the Amberines" (Robert Wyatt/Hugh Hopper) – 4:11

- DYSK 4

Animals
1. "The Animals' Farm" (Robert Wyatt) – 19:38

- DYSK 5

Remixes
1. "Was a Friend" (Robert Wyatt/Hugh Hopper) – 5:48
2. "Maryan" (Robert Wyatt/Philip Catherine) – 6:46
3. "A Sunday in Madrid" (Alfreda Benge/Robert Wyatt) – 6:59
4. "Free Will and Testament" (Robert Wyatt/Kramer) – 4:33

## Muzycy
- Robert Wyatt – wokal (CD1 1–3, 5; CD2 1–5; CD3 1–4; CD4 1; CD5 1–4); instr. klawiszowe (CD1 2–4; CD2 4, 5; CD3 1–4; CD4 1; CD5 2, 3); perkusja (CD1 2–4); instr. perkusyjne (CD2 4, 5; CD3 1–4; CD4 1; CD5 1, 3, 4); trąbka (CD5 1, 2); gitara basowa (CD5 1, 3)
- Dave MacRae – pianino (CD1 1; CD2 2, 3)
- Richard Sinclair – gitara basowa (CD1 1, 2,)
- Nick Mason – perkusja (CD1 1;)
- Fred Frith – skrzypce (CD1 2;
- Mongezi Feza – trąbka (CD1 3, 4)
- John Greaves – gitara basowa (CD1 3, 4)
- Gary Windo – saksofon tenorowy (CD1 3, 4); klarnet basowy (CD1 3); saksofon altowy (CD1 4)
- Dave Stewart – instrumenty klawiszowe (CD1 5)
- Hugh Hopper – gitara basowa (CD1 5); instrumenty klawiszowe (CD3 4)
- Laurie Allen – perkusja (CD1 5)
- Chikako Sato – skrzypce (CD5 2)
- Philip Catherine – gitara (CD5 2)
- Chucho Merchan – kontrabas (CD5 2)
- Alfie Benge – chórek (CD5 2)
- J. Johnson – chórek (CD5 2)
- C. Rees – chórek (CD5 2)
- Brian Eno – syntetyzer (CD5 3)
- Evan Parker – saksofon sopranowy (CD5 3)
- Paul Weller – gitara i drugi wokal (CD5 4)

## Opis płyty
- Producent – Nick Mason (Dysk 1 oprócz "Calyxa"); różni
- Remiksy (Dysk 5) – Nigel Butler i Angie Dial
- Inżynier (Dysk 5) – Charles Rees
- Oprawa graficzna – Alfreda Benge
- Czas trwania – 94:51
- Firma nagraniowa – Domino REWIGCD 46 (2008) (WB)